# Jochen Meißner
Jochen Meißner (ur. 8 maja 1943 w Stuttgarcie) – niemiecki wioślarz reprezentujący RFN, srebrny medalista olimpijski.

## Kariera
Wystąpił na igrzyskach olimpijskich w Meksyku w 1968, gdzie zdobył srebrny medal w jedynkach. W finale o 4,20 sekundy przegrał z Holendrem Henrim Janem Wienese, a o 5,19 sekundy wyprzedził Argentyńczyka Alberto Demiddiego. Na rozgrywanych cztery lata później igrzyskach olimpijskich w Monachium startował w dwójkach, zajmując ostatecznie dziesiąte miejsce. 
W tej samej konkurencji wywalczył brązowy medal na mistrzostwach świata w Bledzie w 1966. Tym razem lepsi okazali się Donald Spero z USA i Henri Jan Wienese. 
Ponadto zdobył złoty medal w jedynkach na mistrzostwach Europy w Duisburgu (1965) oraz brązowy na mistrzostwach Europy w Klagenfurcie (1969)
W latach 1965-1968 zdobywał mistrzostwo kraju. W 1966 odznaczony Srebrnym Liściem Laurowym, najwyższym cywilnym odznaczeniem państwowym. Po zakończeniu kariery został działaczem sportowym.